# Franklin (Carolina del Norte)
Franklin es un pueblo ubicado en el condado de Macon en el estado estadounidense de Carolina del Norte. Es sede del condado de Macon. La localidad en el año 2000, tenía una población de 3.490 habitantes en una superficie de 10 km², con una densidad poblacional de 351.8 personas por km².

## Geografía
Franklin se encuentra ubicado en las coordenadas 35°10′52″N 83°22′54″O / 35.18111, -83.38167. Según la Oficina del Censo, la localidad tiene un área total de 10 km² (3,9 mi²), de la cual 9,9 km² (3,8 mi²) es tierra y 0,1 km² (0 mi²) (0.78%) es agua.

### Localidades adyacentes
El siguiente diagrama muestra a las localidades en un radio de 24 kilómetros (14,9 mi) de Franklin.

## Demografía
En el 2000 la renta per cápita promedia del hogar era de $21.534, y el ingreso promedio para una familia era de $30.426. El ingreso per cápita para la localidad era de $15.129. En 2000 los hombres tenían un ingreso per cápita de $25.066 contra $18.472 para las mujeres. Alrededor del 20.90% de la población estaba bajo el umbral de pobreza nacional.